# Lovely Love Lie
Lovely Love Lie (カノジョは嘘を愛しすぎてる, Kanojo wa uso o aishisugiteru) est un shōjo manga de Kotomi Aoki (en) prépublié dans le magazine Cheese! de Shōgakukan entre mai 2009 et février 2017 et compilé en un total de 22 volumes reliés. La version française est éditée par Soleil Productions dans sa collection Soleil Manga.
Le manga est adapté en un film live sorti au Japon le 14 décembre 2013 et en une série télévisée sud-coréenne diffusée en 2017.

## Synopsis
Aki est un musicien de génie, composant des chansons pour le groupe de rock à succès Crude Play sous la direction du célèbre producteur Takagi. Il était membre avant leurs débuts, mais il s'est retiré après avoir découvert que Shinya jouait mieux son rôle de musicien fantôme. Sa vie était entièrement consacrée à la musique ou liée à la musique. Son ex-petite amie était la célèbre chanteuse Mari, qui le trompait également avec Takagi. Se sentant manipulé par ce dernier, il tombe dans la dépression et essaye désespérément de trouver quelque chose à quoi se raccrocher en dehors de la musique. Il rencontre par hasard Riko, une adolescente qui tombe amoureuse de lui au premier regard et commence à sortir avec elle sur un coup de tête. Il lui ment sur son identité, sa relation passée et ses propres sentiments. À son insu, Riko est en fait une chanteuse talentueuse avec une voix unique repérée par Takagi récemment.

## Médias

### Manga
Lovely Love Lie est scénarisé et dessiné par Kotomi Aoki (en). La série commence sa prépublication dans le magazine shōjo Cheese! de Shōgakukan le 24 mai 2009. Le 23 novembre 2016, il est annoncé que le manga finira dans les quatre chapitres suivants. La série finit le 24 février 2017. Elle est compilée en un total de 22 volumes reliés sortis entre le 30 septembre 2009 et le 1er mai 2017.
À l'occasion d'une exposition au Seibu Ikebukuro de Tokyo entre le 21 et le 26 novembre 2018, Kotomi Aoki dessine un chapitre supplémentaire disponible exclusivement lors de l'évènement.
La version française est publiée en intégralité par Soleil Productions dans sa collection Soleil Manga avec le premier volume sorti le 13 avril 2011 et le dernier le 10 octobre 2018.

### Liste des volumes
| no | Japonais          | Japonais          | Français          | Français          |
| no | Date de sortie    | ISBN              | Date de sortie    | ISBN              |
| -- | ----------------- | ----------------- | ----------------- | ----------------- |
| 1  | 30 septembre 2009 | 978-4-09-132667-6 | 13 avril 2011     | 978-2-302-01648-4 |
| 2  | 30 septembre 2009 | 978-4-09-132668-3 | 13 avril 2011     | 978-2-302-01649-1 |
| 3  | 3 mars 2010       | 978-4-09-132750-5 | 1er juin 2011     | 978-2-302-01667-5 |
| 4  | 31 juillet 2010   | 978-4-09-133215-8 | 14 septembre 2011 | 978-2-302-01681-1 |
| 5  | 29 décembre 2010  | 978-4-09-133556-2 | 16 novembre 2011  | 978-2-302-01903-4 |
| 6  | 20 juin 2011      | 978-4-09-133864-8 | 8 février 2012    | 978-2-302-02040-5 |
| 7  | 30 novembre 2011  | 978-4-09-133864-8 | 9 mai 2012        | 978-2-302-02307-9 |
| 8  | 29 février 2012   | 978-4-09-134378-9 | 22 août 2012      | 978-2-302-02387-1 |
| 9  | 31 juillet 2012   | 978-4-09-134444-1 | 7 novembre 2012   | 978-2-302-02453-3 |
| 10 | 31 décembre 2012  | 978-4-09-134824-1 | 10 avril 2013     | 978-2-302-02747-3 |
| 11 | 31 mars 2013      | 978-4-09-135305-4 | 1er octobre 2013  | 978-2-302-03663-5 |
| 12 | 31 août 2013      | 978-4-09-135518-8 | 5 mars 2014       | 978-2-302-03738-0 |
| 13 | 1er décembre 2013 | 978-4-09-135677-2 | 16 juillet 2014   | 978-2-302-04087-8 |
| 14 | 31 mai 2014       | 978-4-09-135865-3 | 5 novembre 2014   | 978-2-302-04333-6 |
| 15 | 29 octobre 2014   | 978-4-09-136347-3 | 11 mars 2015      | 978-2-302-04476-0 |
| 16 | 26 mars 2015      | 978-4-09-137009-9 | 9 septembre 2015  | 978-2-302-04694-8 |
| 17 | 29 juillet 2015   | 978-4-09-137708-1 | 8 février 2017    | 978-2-302-05631-2 |
| 18 | 30 décembre 2015  | 978-4-09-138045-6 | 14 juin 2017      | 978-2-302-06239-9 |
| 19 | 1er mai 2016      | 978-4-09-138447-8 | 29 novembre 2017  | 978-2-302-06561-1 |
| 20 | 31 août 2016      | 978-4-09-138575-8 | 25 avril 2018     | 978-2-302-06869-8 |
| 21 | 31 décembre 2016  | 978-4-09-138788-2 | 4 juillet 2018    | 978-2-302-07001-1 |
| 22 | 1er mai 2017      | 978-4-09-139173-5 | 10 octobre 2018   | 978-2-302-07147-6 |

### Film en prise de vues réelles
Un film en prise de vues réelles mettant en vedette Takeru Satō et Sakurako Ōhara sort au Japon le 14 décembre 2013,,. La musique est composée par Seiji Kameda.
Un prologue sous forme de drama de dix épisodes de dix minutes intitulé A Story of Before She and I Met est diffusé sur Fuji TV à partir du 9 décembre 2013.
En décembre 2013, le film avait rapporté 164 millions de yens. Le 10 janvier 2014, il avait rapporté 1,58 milliard de yens.

### Série télévisée
Le 26 décembre 2016, une série télévisée sud-coréenne adaptant le manga est annoncée.
Les seize épisodes de la série, mettant en vedette Lee Hyun-woo et Joy, sont diffusés sur TVN entre le 20 mars et le 9 mai 2017,. La série est diffusée sur Netflix puis Viki sous le titre Le Menteur et sa Maîtresse (en).

## Réception
En 2013, le manga remporte le prix du meilleur manga Shōjo lors de la 59ème édition du Prix Shōgakukan.
En 2013, 3 millions d'exemplaires de la série étaient en circulation.